# Palais Rose da Avenida Foch

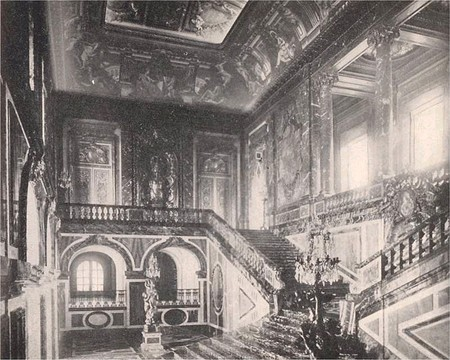
A grande escadaria do Palais Rose da Avenida Foch.

O Palais Rose da Avenida Foch foi um hôtel particulier hoje desaparecido. Este palácio ficava situado no n°40 (hoje n°50) da Avenue Foch, no 16º arrondissement de Paris. Foi edificado entre 1896 e 1902 pelo arquitecto Ernest Sanson para o Conde Boniface de Castellane (1867-1932) e sua esposa, Anna Gould (1875-1961).

## Génese do edifício
No dia 18 de Maio de 1895, o Conde Boniface de Castellane comprou um terreno de 3.500 m² no quarteirão mais elegante de Paris, propriedade de Georges-Auguste Hesbert, situado, então, no n°40 da Avenue du Bois (alterado para n°50 da Avenue Foch), no n°94 da Avenue de Malakoff (hoje n°124), no n°1 da Rue Duret e nos n°5 e 9 da Rue Piccini. No dia 26 de Outubro de 1895 adquiriu um segundo terreno contíguo de 1.002 m², o qual pertencera sucessivamente a Edmond-Ernest Hublot e ao Barão Auguste-Louis Ferdinand Creuzé de Lesser. No ano seguinte, a sua esposa comprou uma parcela total de 5.700 m² pela soma de  3.625.000 francos.
O casal patrocinador dirigiu-se ao arquitecto Ernest Sanson, encarregando-o de construir no terreno uma residência inspirada no Grand Trianon de Versalhes. Conhecido pela amplitude e qualidade dos seus trabalhos, o mestre reconstruiria, em 1900, o Castelo de Belœil, na Bélgica, cuja escadaria de honra foi julgada "digna de Versailles". Sanson teve como colaborador René Sergent, o mais famoso promotor do estilo Louis XVI-Ritz, uma das últimas manifestações do neoclassicismo francês.

## Arquitectura e decoração notáveis
A permissão de construção foi entregue no dia 16 de Março de 1896 e a primeira pedra colocada a 20 de Abril do mesmo ano. A construção duraria seis anos. A fachada virada à Avenida Foch foi inspirada muito directamente pelo Grand Trianon, do qual tomou as baias em arco perfeito de mármore rosa, a balaustrada dissimulando os telhados e mesmo as ferragens. O arquitecto prestou atenção aos detalhes, ao ponto de mandar vir mármore das pedreiras utilizadas no século XVII por Luís XIV.
A entrada principal dava para a Avenue de Malakoff. Depois de se atravessar o pátio de honra (cour d'honneur), três portas davam acesso a um grande vestíbulo pavimentado e decorado com mármores polícromos. A sua abóbada rebaixada comportava, em cada extremidade, pequenas escadarias de três lanços que levavam aos apartamentos privados e aos entrepisos de serviço.
Para lá do vestíbulo, podia admirar-se a grande escadaria de honra, obra-prima do palácio e magistral adaptação da célebre Escadaria dos Embaixadores (Escalier des Ambassadeurs) do Palácio de Versailles, construída de 1627 a 1678 por François d'Orbay (1634-1697) e destruída em 1752: uma primeira cópia já havia sido realizada, em 1876, pelo arquitecto Hippolyte Destailleurs (1822-1893) no Palais Albert Rothschild de Viena, uma segunda, em 1878, por Dollmann e Hoffmann no Schloss Herrenchiemsee e uma terceira, e última, por Flanneau, em 1906, no Palácio d'Egmont, em  Bruxelas.
Os dois lanços de mármore - encarnado para as marchas e negro para as rampas - serviam o andar nobre: dum lado, a sala de refeições ornada com apainelamentos de cor "verde-água", inspirados nos do Pavilhão Francês ("Pavillon Français") do Grand Trianon, e com capacidade para acolher 180 convidados, um jardim de Inverno e um pequeno teatro; e do outro o Salão das Artes ("Salon des Arts)", glorificando a Arquitectura, a Pintura, a Escultura e a Música. Este último foi inspirado no Salão da Guerra ("Salon de la Guerre") do Palácio de Versailles. Uma longa galeria ligava as duas partes. 
A decoração, devida à melhor mão de obra na sua especialidade - o mestre decorador d'Espouy, autor das pinturas dos tectos e abóbadas, entre as quais, a da grande escadaria ("les Cinq Continents" - "os Cinco Continentes", a partir de Charles Le Brun), os escultores Cruchet (decorações da abóbada do vestíbulo) e Aubé (baixos relevos do Grande Salão), Felz (biblioteca), o dourador Fourier (Grande Galeria) e o marmorista Huvé - foi objecto duma pesquisa e dum cuidado muito particulares.
Os clientes, particularmente exigentes, mandaram recomeçar as fachadas por duas vezes: uma por o mármore italiano "se descolorir sob o céu de Paris", e a outra devido à altura das janelas, de modo a que elas podessem iluminar bem as salas. Chegou mesmo a pintar-se um falso mármor em trompe-l'œil sobre o verdadeiro a fim de obter as nuances procuradas.
A fortuna colossal de Anna Gould permitia esbanjar dinheiro sem contar, tendo o edifício custado a enorme soma de quatro milhões de francos de ouro. Duma sumptuosidade já anacrónica no apogeu da Belle Époque, o Palais Rose nunca foi completamente terminado: aquando da sua demolição, ainda restavam decalques em alguns tectos e cornijas com marcas de carvão.
O edifício estava provido de todos os confortos modernos. O subsolo, reservado ao serviço, compreendia nomeadamente uma mercearia e uma pastelaria, e mesmo os quartos dos criados beneficiavam de água corrente e aquecimento central.

## Os jardins
Os jardins "à francesa" foram arranjados pelo célebre paisagísta Achille Duchêne - que reconstituia, então, numerosos parques, como o do Château de Champs-sur-Marne, para os Cahen d'Anvers, ou recriava conjuntos ao gosto do Grand Siecle - como no Hôtel Porgès, edificado na Avenue Montaigne.

## Esplendor e decadência
O Palais Rose foi inaugurado em 1902. Os Castellane deram ali, até 1906, recepções faustosas, acolhendo até 2.000 convidados, como por exemplo na festa dada em honra dos soberanos de Espanha e do Rei de Portugal, no dia 12 de Dezembro de 1905.
Em Janeiro de 1906, por insistência da sua família americana, fortemente inquietada pelas ruinosas prodigalidades do seu esposo - que havia adquirido igualmente, em 1899, o Château du Marais, em Essonne, resturando-o e mobilando-o de seguida, assim como o Château de Grignan, no departamento de Drôme - a Condessa pediu e obteve uma separação de corpos, sendo o seu divórcio pronunciado no dia 5 de Novembro desse ano.
Anna voltaria a casar com Hélie de Talleyrand-Périgord (1859-1937), Duque de Talleyrand e Príncipe de Sagan, primo de Boniface, cujo nome foi, então, apagado do Palais Rose, onde foram montados apainelamentos Luís XV no pequeno salão e arranjados quartos de convidados no pequeno teatro. Em 1939, viúva recente, a duquesa partitu para os Estados Unidos da América.
De 1940 a 1944, o palácio mobilado foi ocupado pelo general Karl-Heinrich von Stülpnagel, comandante do "Gross Paris". Foi colocado, em seguida, à disposição do governo francês que, em 1949, organiza ali a "Conferência dos Quatro Grandes", sobre o problema da Alemanha, e um Conselho de Ministros dos Negócios Estrangeiros, em 1955.
A duquesa chegou a pensar em legar o palácio à Académie du Disque, presidida pelo seu amigo Arthur Honneger, cuja morte fez fracassar o projecto. Ela própria, desapareceria aos 86 anos, em 1961. No início do ano de 1962, devido à indivisão sucessória, os seus cinco herdeiros - entre os quais a sua filha Helen-Violette (1915-2003), em 1937 Condessa James de Pourtalès e depois, em 1964, Madame Gaston Palewski - colocaram à venda o imóvel por uma soma avaliada entre 40 e 50 milhões de "francos novos".
Foi sugerido ao governo que classificasse o palácio como Monumento Histórico (monument historique). Pedido afastado pela comissão superior daquele instituto "em razão da (sua) falta de valor arqueológico" e devido ao facto da obra se encontrar dentro do perímetro classificado da Avenue Foch.
Foi, então, constituída uma associação de salvaguarda. No entanto, os projectos apresentados foram sendo sucessivamente recusados; nomeadamente o de fazer do edifício a residência dos hóspedes do Estado ou do município de Paris, a ideia sugerida pela cidade de Neuilly-sur-Seine de criar ali um Palácio da Cultura, o de sede da embaixada da República Popular da China, novamente reconhecida, um centro internacional de conferências e ainda - ideia muito vanguardista para a época - um museu consagrado ao século XIX - realizado mais tarde na antiga Gare d'Orsay (ela proópria em grande risco de desaparecer) - assim como a sua desmontagem e reconstrução nos Bois de Boulogne, o que custaria dez milhões de francos.

## Destruição duma obra maior e dispersão das colecções

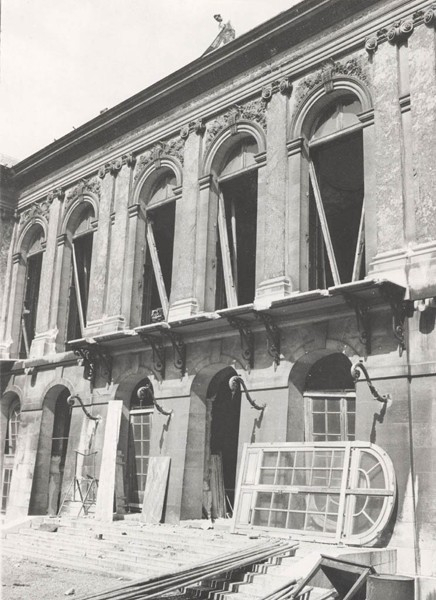
Fachada do Palais Rose da Avenida Foch durante a demolição.

Em 1966, os herdeiros mandaram entregar, pelo arquitecto da perfeitura de Paris, André Malizard, um pedido preliminar para demolir o palácio e fazer um projecto de construção dum imóvel de luxo. Foi estabelecido um compromisso para o conjunto com André Remondet, arquitecto do conselho municipal, o qual previa a conservação da escadaria de honra e da fachada virada à Avenue Foch, mas esta meia-medida foi recusada pelo Conselho das Construções de França. 
Em 1968, o município recusou a oferta de compra, tendo o palácio sido, finalmente, vendido ao senhor Tullio Deromedi, empreiteiro de obras públicas que, mesmo antes da assinatura da autorização demolição, mandou, a partir da Primavera de 1969, desmontar estuques, espelhos, apainelamentos, placas de mármore e frentes de chaminés; as depredações foram, então, numerosas, de particular subtileza a das maçanetas das portas e de outros elementos, entre os quais a grande fonte do jardim de Inverno. O aquisitor reservou para si próprio certos elementos, entre os quais as marchas da escadaria de honra, pesando cada uma meia tonelada - as balaustradas e a piscina de mármore branco, levando-os para a sua propriedade de Pontgouin, próximo de Chartres, antes de colocar à venda os restantes vestígios.
No que diz respeito às colecções de arte, uma vez repartidas entre os cinco herdeiros, as obras menores foram dispersas através de várias vendas em leilões públicos em Paris, onde as quatro lanternas dourada do vestíbulo atingiram a soma de 40.000 francos. 
Durante a demolição a aríete da grande obra, de Junho a Setembro de 1969, os trabalhadores encontraram em armários nos sótãos uma série de trajes masculinos e femininos, libras, sapatos, livros e correspondência.
Depois do Palais Rose, o último exemplo de tal "loucura" inspirada no Grand Trianon é a residência do mesmo nome, de dimesões mais modestas mas mais fiel ao modelo, adquirida em Vésinet (Yvelines), no ano de 1908, pelo autor e esteta Robert de Montesquiou, amigo de Marcel Proust e habitada por ele até 1921 . 
Desde 1974, no local do "exemplo de hôtels particuliers parisienses até à Primeira Guerra Mundial e testamento artístico duma época passada", ergue-se a residência "50, avenue Foch", compreendendo cerca de 90 apartamentos, estúdios e locais comerciais em dez andares, desenhado pelo arquitecto dinamerquês Henrik Lassen, "que não se distingue em nada das numerosas realizações de grande nível dos anos 70, cuja sobriedade tende à indigência".